# 许烺光
许烺光（英語：Francis L. K. Hsu，1909年10月28日—1999年12月15日），中華民國旅美學者，著名人类学家，为心理人类学創始人之一，1977至1978年间担任美国人类学会会长。

## 生平

### 早年
1909年10月28日生於中国遼寧莊河。1923年入南開中學，1933年从上海沪江大学社會系畢業，同年进入入輔仁大學研究所，後輟學在北京協和醫院從事社會工作。

### 留学
1937年考取中英庚子賠款奬學金，赴英國倫敦政治經濟學院就讀人類學，師從馬林諾夫斯基。

### 任教
1941年取得博士學位，受費孝通邀請返國任教。1943年受拉爾夫·林頓邀請赴美訪問，此后便留在美国各大高校任教。
1944年至1945年擔任哥倫比亞大學講師。1945年至1947年在康乃爾大學代理助理教授。1947年受聘為西北大學正式助理教授，十年後升為教授，並在1957年至1976年二十年间擔任人類學系主任。

### 退休
1978年西北大學退休，隨即被舊金山大學聘為文化研究中心主任，並且擔任夏威夷大學美国东西方中心資深研究員。1982年再度退休，不過仍堅持從事講演以及學術工作。
1986年心肌梗塞，還持續論文寫作，後又兩次中風，不得不停止學術研究。

### 病逝
1999年12月15日病逝於舊金山，享年91歲。

## 主要成就
心理人类学创始人，将文化与人格研究的方法论进行了更新与换代，就人类对于大规模文明社会研究的知识向前推进了一大步。其理论对于本土心理学的发展、心理文化学的产生，具有深刻的影响。提供了非西方世界的、对人类行为研究的视角，对行为科学研究，有重大参考价值。
他对于“喜洲”时空的静态化处理，则是描绘文化传承中的”祖荫“概念经典。

## 研究歷程
许氏是多产又充满精力的学者。在研究视角上，他强调社会与文化因素对人类心理的影响，创立了心理人类学这一门学科；坚持以“比较分析法”（comparative approach）从事大规模文明社会研究。他最早以中国与美国为研究对象，后来又陆续加了入了印度与日本两个社会，曾花了大量时间在昆明（1941-1942、1942-1943）、夏威夷（1949-1950、1970-1971）、印度（1955-1957）、日本（1964-1965）等地从事田野调查。得到洛克斐勒基金会、温纳格伦基金会、社会科学研究委员会、卡内基基金会等资助，从事学术研究。一輩子出版近20本專著，發表學術論文超過130篇，並且編著了9本書籍。

## 荣誉與職務
第62届（1977-1978）美国人类学会主席、西北大学荣誉教授、第12届（1978）中央研究院院士。担任《家庭比较研究期刊》（Journal of Comparative Family Studies）副编辑、《社会精神学刊》（Journal of Social Psychiatry）国际理事会顾问。

## 著作
主要著作有《中國人與美國人》、《宗族、種姓與社團》、《家元：日本的真髓》、《徹底個人主義的省思》、《祖蔭下：中國鄉村的親屬、人格與社會流動》、《驅逐搗蛋者──魔法．科學與文化》、《文化人類學新論》、《美國夢的挑戰》、《邊緣人》等，並且主編了《心理人類學：對文化與人格的探索》 、《文化與人格的面向》 、《親屬與文化》 、《中國的新社會結構》 、《文化與自我》 、《移山：中國文化變遷》等書。

### 译著
1934年左右翻譯《天文淺說》(Astronomy in a Nutshell)與《地震學》 (The Study of Earthquakes)。前者由上海商務印書館出版，後者譯稿毀於戰火中。

### 著述
1. 1943年：《雲南西部的魔法輿科學》Magic and Science in Western Yunnan. New York: Institute of Pacific Relations (55 pages).
2. 1948年：《祖蔭下：中國文化與人格》Under the Ancestors’Shadow：Chinese Culture and Personality. New York: Columbia University Press (300 pages).
3. 1952年：《宗教、科學及人類危機：研究轉變中的中國對西方世界的影響》Religion, Science and Human Crises: A study of China in Transition and Its Implication for the west. London: Routledge and Kegan Paul. New York: Grove Press (142 pages)
4. 1953年：《中國人與美國人：兩種生活方式》Americans and Chinese: Two Ways Of Life. New York: Abelard-Schuman, Inc. (457 pages).
5. 1963年：《宗族、種姓與社團：中國、印度及美國三種生活方式之比較》Clan, Caste and Club：A Comparative Study of Chinese, Hindu and American Ways of Life. Princeton：Van Nostrand and Co. (335 pages).
6. 1967年：《祖蔭下》Under the Ancestors’ Shadow, with a new Chapter,“Kinship, Personality and Social Mobility in China.”New York: Doubleday Anchor Books (370 pages).
7. 1969年：《文化人類學新論》The Study of Literate Civilizations. New York: Holt, Rinehart and Winston (123 pages).
8. 1970年：《中國人輿美國人：偉大文明社會中的目標與實現》Americans and Chinese：Purpose and Fulfillment in Great Civilizations. Updated and enlarged 2nd edition of Americans and Chinese：Two Ways of Life, 1953.New York: Natural History Press (493 pages).
9. 1971年：《祖蔭下》Under the Ancestors’Shadow. (Reprint of 1967 version.) Stanford：Stanford University Press (370 pages).
10. 1971年：《美國蘿的挑戰：在美國的華人》The Challenge of the American Dream：The Chinese in the United States. Belmont, California: Wadsworth Publishing Co. (160 pages).
11. 1974年：《中國日誌》China Day by Day, with Eileen Hsu-Balzer (許儀南)and Richard Balzer. New Haven: Yale University Press (111 pages).
12. 1974年：《日本經濟奇跡》Japan: Economic Miracle five sound filmstrips with cassettes. Series No.6907K, Encyclopedia Britannica Educational Corporation, Chicago.
13. 1974年：《日本：家元精神》Japan: Spirit of Iemoto, five sound filmstrips with cassettes. Series No.6908K, Encyclopedia Britannica Educational Corporation, Chicago.
14. 1975年：《家元：日本的真髓》Iemoto: The Heart of Japan. Cambridge, Massachusetts: Schenkman.
15. 1981年：《中國人與美國人：通往不同的途徑》Americans and Chinese: Passage to Differences. An updated and enlarged third edition. Honolulu: The University Press of Hawaii (534 pages).
16. 1983年：《徹底個人主義的省思：心理人類學論文集》Rugged Individualism Reconsidered：Essays in Psychological Anthropology. (a collection of some essays from 1948 to 1979) .Knoxville：The University of Tennessee Press (467 pages).
17. 1984年：《驅逐搗蛋者：魔法、科學輿文化》Exorcising the Trouble Maker：Magic, Science and Culture. Greatly revised and enlarged new edition of Religion, Science and Human Crises (1952, 1971), incorporating new field data from the New Territories of Hong Kong. Westport, Connecticut: Greenwood Press (164 pages).

### 著作的中文版
1. 1997年：《邊緣人：許烺光回憶錄》中文版，徐隆德博士譯，台北，南天書局. (301 pages).
2. 1997年：《美國夢的挑戰》中文版，單德興博士譯，台北，南天書局. (186 pages).
3. 1997年：《驅逐搗蛋者》中文版,王芃博士、徐隆德博士譯，台北，南天書局. (182 pages).
4. 1999年：《邊緣人：許烺光回憶錄》My life as a Marginal Man : Autobiographical Discussions with Francis L.K. Hsu, with George L. T. Hsu and Francis Hsu’s Family. 台北，南天書局. (248 pages).
5. 2000年：《文化人類學新論》中文版，張瑞德博士譯，台北，南天書局. (219 pages).
6. 2000年：《家元：日本的真髓》中文版,于嘉雲博士譯，台北，南天書局. (254 pages).
7. 2001年：《祖蔭下》中文版，王芃博士、徐隆德博士譯台北，南天書局. (333 pages).
8. 2002年：《中國人與美國人》中文版，徐隆德博士譯，台北，南天書局. (587 pages).
9. 2002年：《宗族、種姓與社團》中文版，黃光國博士譯，台北，南天書局. (353 pages).
10. 2002年：《徹底個人主義的省思》中文版，許木柱博士譯，台北，南天書局. (593 pages).

## 許烺光研究
許烺光心理文化學研究會是由北京大學國際關係學院尚會鵬教授發起的一個學術團體。成立宗旨，在於聯合國內乃至於全世界對許烺光（Francis L. K.Hsu）的心理文化學理論感興趣者，形成一個定期交換意見、討論心得、分享成果的一個團體，進而發展出適合中國國情的學術理論。已有兩個研究成果出版，許烺光研究論叢1《中國人與日本人》、許烺光研究論叢2《心理文化學－許烺光學說的研究與應用》。

## 外部連結
- 許烺光心理文化學研究會（页面存档备份，存于）